# Judita Hansman
Judita Hansman (* 23. ledna 1967, Český Krumlov) je slovenská herečka a dabérka. Upravuje i dialogy pro dabing. Byla ústředním hlasem upoutávek Dvojky STV a TV Markíza.
Vystudovala VŠMU a s kolegy založila Prešporské divadlo, ve kterém účinkuje. Je známá i z dabingu.

## Filmografie
- 2000: Sen, predstava, fantázia Bendy Kristovej
- 2007–současnost: Ordinácia v ružovej záhrade
- 2008: Ženy môjho muža
- 2009: Ako som prežil
- 2009: Odsouzené
- 2010: Olé, zápražka
- 2011: Banditi
- 2011: Dr. Ludsky